# Tylophora rotundifolia
Tylophora rotundifolia är en oleanderväxtart som beskrevs av Buchanan-Hamilton och Robert Wight. Tylophora rotundifolia ingår i släktet Tylophora och familjen oleanderväxter. Inga underarter finns listade i Catalogue of Life.